# Погонич жовтоволий
Погонич жовтоволий (Laterallus flaviventer) — вид журавлеподібних птахів родини пастушкових (Rallidae). Мешкає в Мексиці, Центральній і Південній Америці та на Великих Антильських островах.

## Опис
Довжина птаха становить 12,5-14 см. Через очі ідуть широкі білі смуги, а поверх них більш тонкі чорні смуги, які за очима роздвоюються. Верхня частина голови чорна. Спина і надхвістя переважно чорні, поцятковані білими смугами. Зовнішня поверхня крил коричнева, внутрішня чорна. Горло, щия з боків і груди блідо-охристо-сірі, горло більш світле, живіт білий. Нижня частина живота і гузка поцятковані чорними і білими смугами. Райдужки червонувато-карі, дзьоб темно-оливковий, лапи жовтуваті. Виду не притаманний статевий диморфізм.

## Систематика і таксономія
Жовтоволий погонич був описаний французьким натуралістом Жоржем-Луї Леклерком де Бюффоном в 1780 році в праці «Histoire Naturelle des Oiseaux». Науково вид був описаний в 1783 році, коли голландський натураліст Пітер Боддерт класифікував його під назвою Rallus flaviventer у своїй праці «Planches Enluminées».
Таксономічне положення жовтоволого погонича залишається невизначеним. Раніше цей вид поміщали до наразі розформованого роду Poliolimnas, об'єднували разом з венесуельським пастушком в роді Micropygia або виділяли до монотипового роду Hapalocrex. Філогенетичний аналіз мітохондріальної ДНК показав, що жовтоволий погонич не належить до роду Погонич (Porzana) і не є споріднений з Micropygia, а натомість належить до клади Coturnicops–Laterallus. Наразі Міжнародна спілка орнітологів відносить цей вид до роду Неотропічний погонич (Laterallus). Для більш точного встановлення таксономічного положення виду необхідні подальші дослідження.

## Підвиди
Виділяють п'ять підвидів:
- L. f. gossii (Bonaparte, 1856) — Куба і Ямайка;
- L. f. hendersoni (Bartsch, 1917) — Гаїті і Пуерто-Рико;
- L. f. woodi (Van Rossem, 1934) — від центральної Мексики до північно-західної Коста-Рики;
- L. f. bangsi (Darlington, 1931) — північна Колумбія;
- L. f. flaviventer (Boddaert, 1783) — від Панами до північної Аргентини.

## Поширення і екологія
Жовтоволі погоничі мешкають в Мексиці, Гватемалі, Белізі, Сальвадорі, Нікарагуа, Коста-Риці, Панамі, Колумбії, Еквадорі, Болівії, Бразилії, Венесуелі, Гаяні, Суринамі, Французькій Гвіані, Аргентині, Парагваї, Уругваї, Гаїті, Домініканській Республіці, на Тринідаді і Тобаго, Кубі, Пуерто-Рико і Ямайці. Вони живуть у прісноводних водно-болотних угіддях, віддають перевагу водоймам, де росте латаття або інша водна рослинність. Зустрічаються на висоті до 2500 м над рівнем моря.

## Поведінка
Жовтоволі погоничі ведуть присмерковий спосіб життя. Вдень вони ховаються серед рослинності, іноді рано вранці або ближче до заходу сонця виходять на відкриту місцевість, щоб знайти їжу. Жовтоволих погоничів складно помітити через їх невеликі розміри і через густу рослинність, в якій вони мешкають. Вони переміщуються між трав і очерету, швидко бігають по плаваючій рослинності, іноді взмахуючи крилами, щоб не втонути у воді. Під час польоту голова і лапи звисають. Незабаром після світанку жовтоволі погоничі забирають на вершину трав'янистих рослин і груються на вранішньому сонці. В деяких районах вони збираються невеликими зграйками.
Жовтоволі погоничі живляться черевоногими молюсками, павуками і комахами, такими як личинки двокрилих, твердокрилих, перетинчастокрилих і прямокрилих. Іноді вони також поїдають насіння, особливо трав'янистих рослин. Їжу птахи шукають на мулистих мілинах або серед плаваючої рослинності, а також на більш відкритих ділянках боліт.
Початок сезону розмноження різниться в залежності від регіону. Гніздо кулеподібне, робиться з трави і рослинних волокон, розміщується на землі, серед трави. В кладці від 3 до 7 кремових або білуватих яєцЬ. поцяткованих коричневими або сірими плямками. За пташенятами доглядаюить і самиці, і самці.